# Hypenopsis flualis
Schrankia flualis là một loài bướm đêm trong họ Erebidae.